# Charles Bérigny
Pour les articles homonymes, voir Bérigny (homonymie).
Charles Bérigny, né en 1772, mort en 1842, est un ingénieur, connu comme inventeur et homme politique français. 
Polytechnicien, ingénieur des ponts et chaussées, il se fait connaître par ses innovations, comme inventeur des techniques de confortement des fondations par injection de mortier. Il devient inspecteur général des Ponts et chaussées.
Comme député de la Seine-Inférieure de 1828 à 1842, il vote à gauche à la fin de la Restauration puis soutient la monarchie de Juillet.

## Biographie
Charles Bérigny naît à Rouen en Normandie le 17 mars 1772. Son père, Pierre-Adrien Bérigny, est conseiller et trésorier général de France pour la généralité de Rouen, puis maire de Fécamp en 1791. Sa mère est Catherine Marguerite Adélaïde Bournisien.

### Formation
Il est militaire lorsqu'il réussit à Rouen l'examen d'entrée à l'École polytechnique en 1794, l'année de sa création par l'ingénieur Lamblardie, mari de Marguerite-Hélène Bérigny sa cousine germaine. À sa sortie de Polytechnique, il est classé deuxième et choisit le corps des ponts et chaussées, où il est admis directement sur lettre du ministre de l'Intérieur, datée du 6 nivôse an V (26 décembre 1796). 

### Ingénieur
Bérigny est chargé en 1798 de travaux pour la navigation sur la Somme puis au port de Cherbourg. En 1802, il est chargé de diriger les travaux des ports de Dieppe, de Saint-Valery et du Tréport. 
À Dieppe, il est l'auteur des premiers grands travaux, avec Gayant. Pour réparer les anciennes écluses, il innove en 1802 en renforçant les fondations par des injections de mortier, qui ont ensuite été généralisées :

« Comme ingénieur, M. Bérigny a eu le bonheur, si rarement accordé même aux hommes de talent, d'attacher son nom à une grande découverte. La méthode des injections, dont l'idée lui vint comme une véritable inspiration au milieu de difficultés qui paraissaient insurmontables, a reçu, à différentes époques et dans les travaux les plus divers, d'heureuses applications. Plusieurs ingénieurs ont modifié les procédés, mais le mérite de l'invention lui reste tout entier. »

— M. Robin, Éloge funèbre de Bérigny (Ann. des Ponts et Ch., 1843)
Il y construit aussi la grande écluse du bassin à flot.
Promu ingénieur en chef en 1809, Bérigny est nommé à Strasbourg pour diriger les travaux du département du Bas-Rhin, où il assure en large part la réfection des routes. Il est nommé en 1814 secrétaire du conseil général des ponts et chaussées, inspecteur de l'École des ponts et chaussées ; à ce titre, en 1820, passant outre aux titres d'ancienneté, il fait désigner Navier comme professeur de mathématiques appliquées. Chargé comme inspecteur divisionnaire d'étudier les améliorations de la navigation de la Seine, il en publie un mémoire : les moyens de faire remonter jusqu'à Paris tous les bâtiments qui peuvent entrer au port du Havre. Il est nommé inspecteur général des ponts et chaussées en 1830.

### Député
Charles Bérigny est élu député de la Seine-Inférieure le 26 décembre 1828, par l'arrondissement de Dieppe, avec l'appui des libéraux modérés et des royalistes. C'est à gauche qu'il prend place à l'Assemblée, ce qui surprend de la part d'un fonctionnaire. Il vote l’Adresse des 221 contre le ministère Polignac et participe à plusieurs commissions parlementaires. Favorable à la monarchie de Juillet, il est sept fois réélu : le 12 juillet 1830, le 27 novembre de la même année, le 5 juillet 1831, le 21 juin 1834, le 4 novembre 1837, le 2 mars 1839 et le 9 juillet 1842. 
Ayant siégé à gauche à la fin de la Restauration, il soutient ensuite constamment le régime de Louis-Philippe par son activité parlementaire et par ses votes,. Selon Robert et Cougny, il intervient « dans un grand nombre de discussions spéciales », notamment à propos du projet de loi de 1830 sur la suppression des juges auditeurs, à propos de la loi sur la garde nationale, dont il amende deux articles, en 1831 sur la loi municipale dont il amende un article, sur le budget des travaux publics, sur l'organisation départementale en 1833, sur les chemins vicinaux en 1836, sur le remboursement des rentes 5 %, sur l'amélioration des ports en 1839, sur les chemins de fer. Selon Quérard, de 1828 à 1842 il n'intervient que deux fois à la tribune, pour soutenir le corps des ingénieurs et pour demander un appui à la pêche maritime ; en 1832 et 1833, il soutient la proposition d'allouer dix-huit millions supplémentaires à la liste civile du roi.
En 1838, Bérigny est un des membres fondateurs du Chemin de fer de Paris à la mer. Selon Quérard, il aurait fait bénéficier ses proches de nombreuses faveurs ministérielles.
Il meurt à Paris le 6 octobre 1842. Il était officier de la Légion d'honneur depuis 1825.
Son fils Nicolas Victor Bérigny (1807-1830) devient lui aussi polytechnicien et ingénieur des ponts et chaussées, mais meurt deux ans après sa sortie de l'école.

### Distinctions
- Officier de la Légion d'honneur (1825)[11].

### Hommages
Portent son nom :
- le boulevard Bérigny, le pont Bérigny, le quai Bérigny et le bassin Bérigny à Dieppe ;
- le quai Bérigny et le bassin Bérigny à Fécamp.

### Mandats parlementaires
- 26 décembre 1828 - 16 mai 1830 : député de la Seine-Inférieure - Gauche.
- 12 juillet 1830 - novembre 1830 : député de la Seine-Inférieure - Gauche
- 27 novembre 1830 - 31 mai 1831 : député de la Seine-Inférieure - Gauche
- 5 juillet 1831 - 25 mai 1834 : député de la Seine-Inférieure - Majorité gouvernementale
- 21 juin 1834 - 3 octobre 1837 : député de la Seine-Inférieure - Majorité gouvernementale
- 4 novembre 1837 - 2 février 1839 : député de la Seine-Inférieure - Majorité gouvernementale
- 2 mars 1839 - 12 juin 1842 : député de la Seine-Inférieure - Majorité gouvernementale
- 9 juillet 1842 - 6 octobre 1842 : député de la Seine-Inférieure - Majorité gouvernementale